# Mikkjel Hemmestveit
Mikkjel Hemmestveit (ur. 6 marca 1863 w Kviteseid, zm. 22 kwietnia 1957 w Red Wing) – norweski skoczek narciarski oraz specjalista kombinacji norweskiej. Wraz z bratem Torjusem zdominowali zawody Husebyrennet, które były pierwowzorem zawodów Holmenkollen.
W 1886 wyemigrował do Minnesoty w USA. Dwa lata później dołączył do niego Torjus. Obaj znacznie się przyczynili do rozwoju narciarstwa klasycznego.
W 1928 wraz z bratem otrzymał medal Holmenkollen.